# Adolf Werner (Maler, 1827)

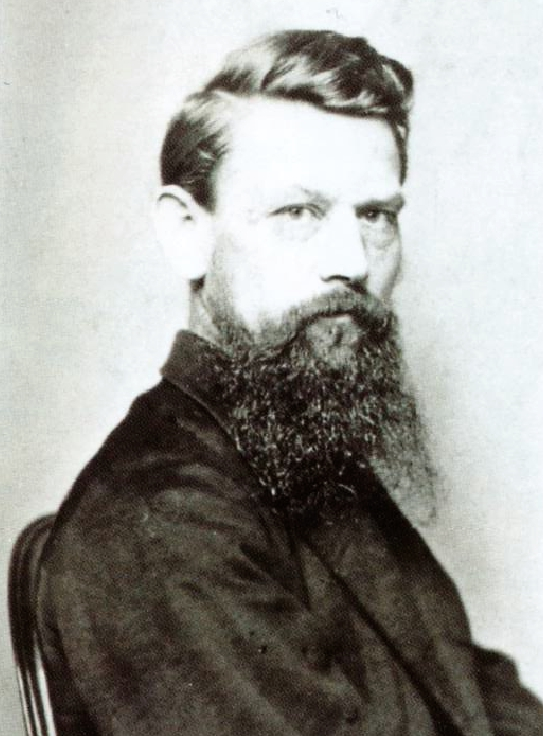
Porträt Adolf Werner

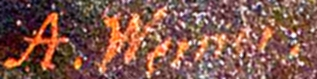
Signum Adolf Theodor Werner

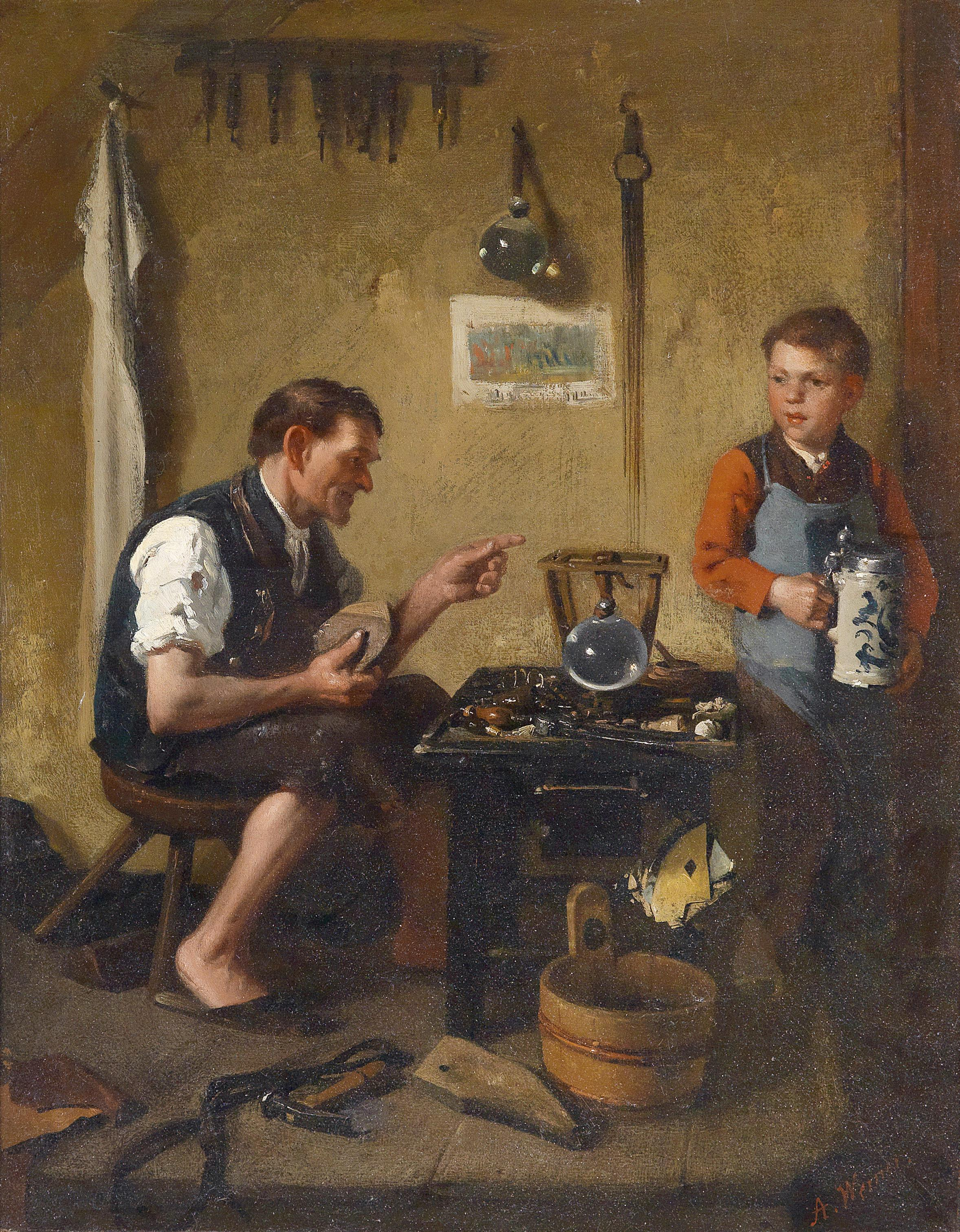
Adolf Werner: Beim Schuster

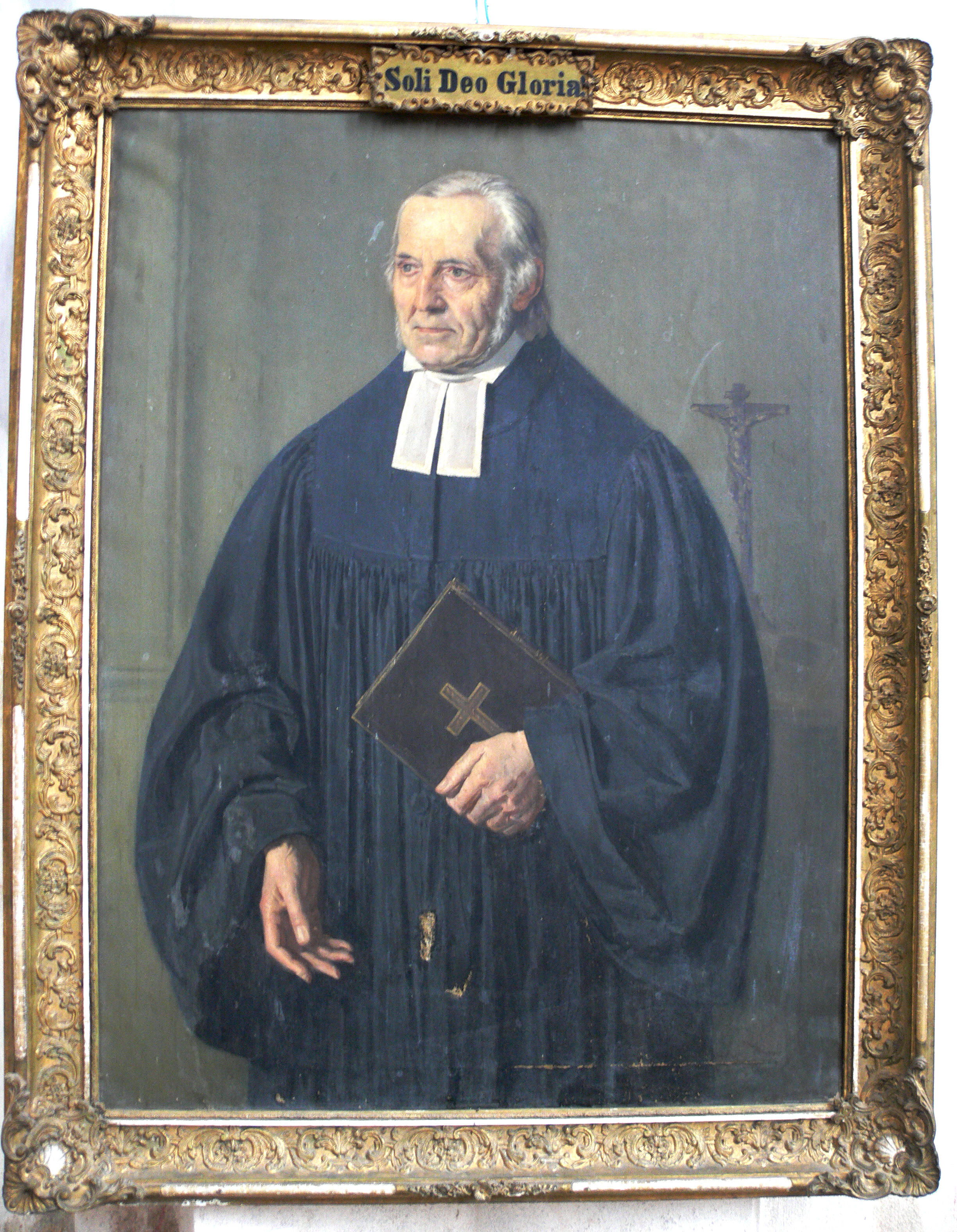
Adolf Werner: Porträt Karl Heinz Krahner, Sankt-Nikolai-Kirche (Luckau), Landkreis Dahme-Spreewald, Brandenburg

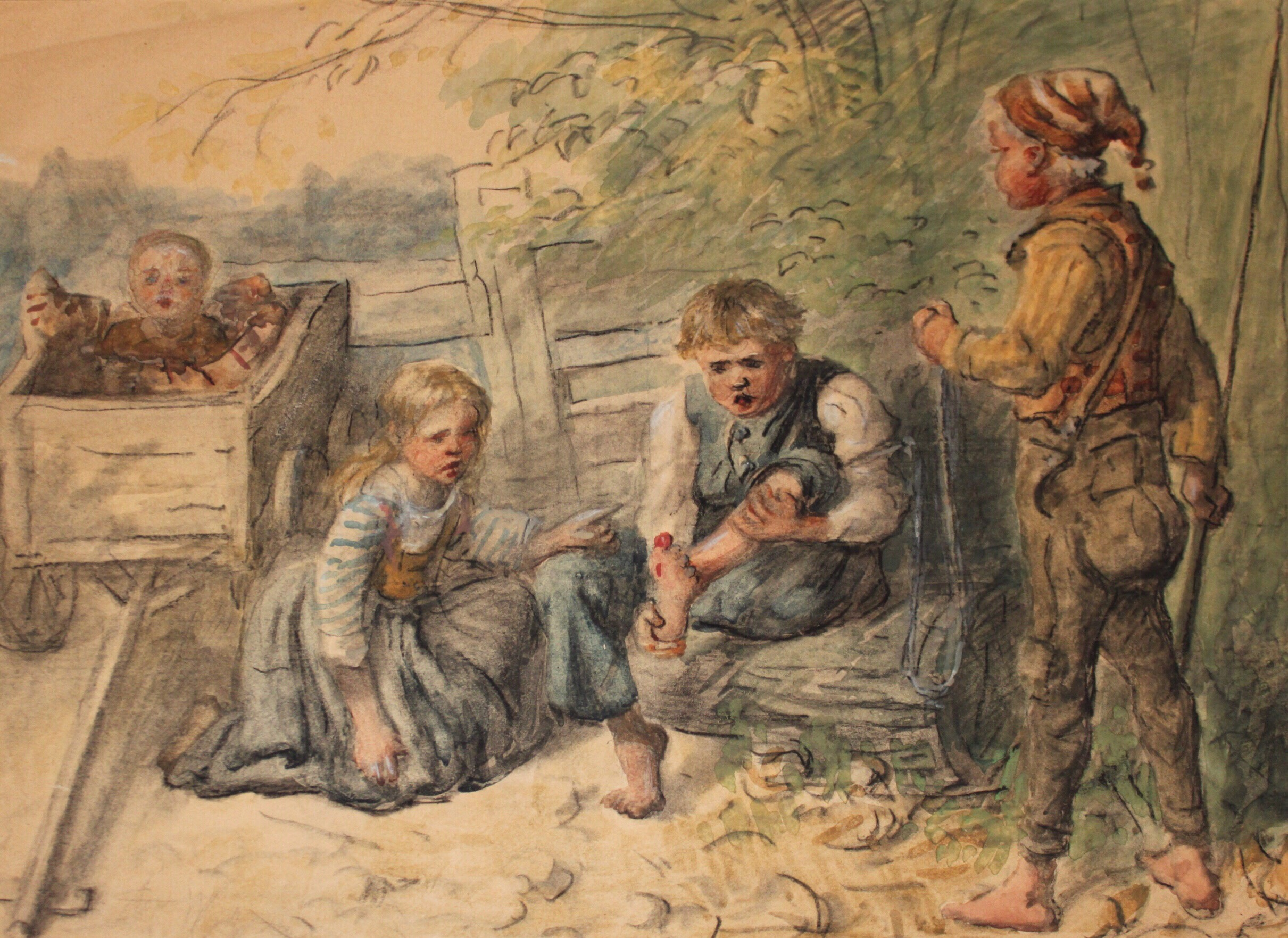
Adolf Werner: Der blutige Zeh

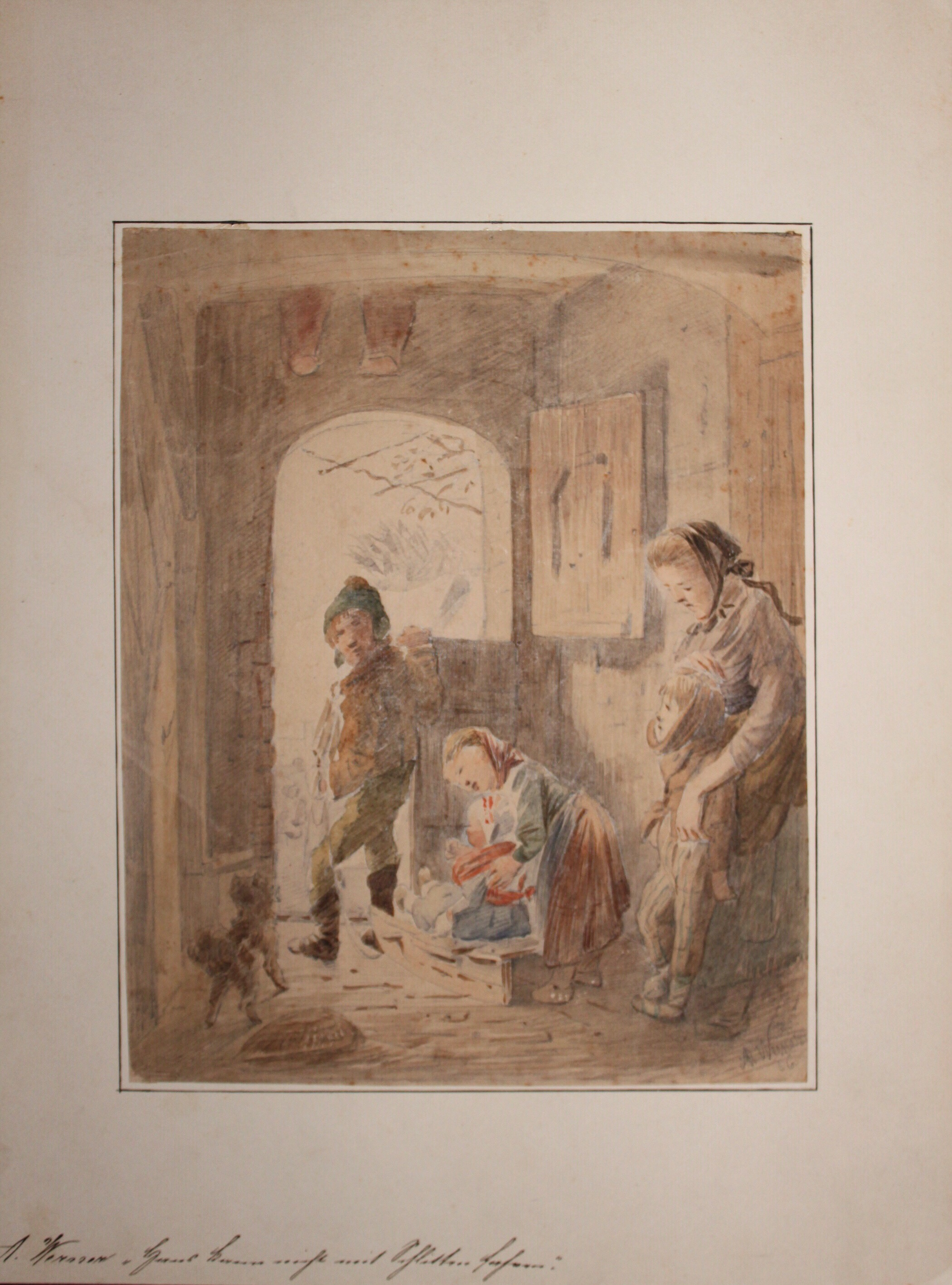
Adolf Werner: Hans kann nicht mit Schlitten fahren mit Signum

Adolf Theodor Werner (* 1827 in Frankenmühle (Schradenland) bei Hirschfeld; † 1904 in Dobrilugk) war ein deutscher Porträt- und romantischer Genremaler.

## Leben
Adolf Theodor Werner wurde 1827 in Frankenmühle bei Hirschfeld geboren. Sein Vater war der in Übigau bei Großenhain geborene Johann Christian Gottlieb Werner. Er war Maler, dessen Hauptwerke ein Altarbild für die Lindenauer Kirche (Kopie nach Corregios Die Heilige Nacht), das dreibändige Werk Flora im Schraden (verschollen) sowie die kulturgeschichtlich bedeutsame kolorierte Zeichnung Auszug aus der Frankenmühle bilden. Adolf Werner zog mit seiner Familie 1831 aus der Frankenmühle nach Großkmehlen. 1841 nahm er an der Dresdner Kunstakademie bei Eduard Bendemann (1811–1889) und Hugo Erhard (1810–1859) sein Studium auf. Anschließend führten ihn Studienaufenthalte nach Belgien (Antwerpener Akademie, 1850), Italien und in die Niederlande.
Um 1864 schuf Werner Kunstwerke in Düsseldorf, wo er eine Weile lebte und woher er Ausstellungsstücke der Preußischen Akademie der Künste schickte. Von 1852 bis zu seinem Tod 1904 wohnte er in einer 12-Zimmer-Atelierwohnung im Schloss Doberlug.
Die Malerin, Grafikerin und Bildhauerin Catrin Große (* 1964 in Finsterwalde) ist Adolf Werners Urenkelin.

## Leistungen
Adolf Theodor Werner schuf sowohl Porträts als auch Zeichnungen für Bauherren, Öl- und Aquarellzeichnungen sowie Grabsteine, Holzschnitzereien und Papparbeiten.

## Werkbeispiele
- Beim Schuster, 58 × 46 cm, Öl auf Leinwand (Auktionspreis 2012: 1.625 EUR)[7]
- Das Aufgebot, 50 × 40,5 cm, Öl auf Leinwand
- Karl Heinz Krahner (Sankt-Nikolai-Kirche (Luckau), Landkreis Dahme-Spreewald, Brandenburg) 1861

## Rezeption
Vom 22. Januar bis 14. April 2002 fand eine Ausstellung im Weißgerbermuseum mit dem Titel Adolf Werner – Erinnerungen an einen Porträt- und Genremaler der Romantik auf Schloß Dobrilugk statt.